# コートニー (ブリティッシュコロンビア州)
コートニー（英: Courtenay）は、カナダのブリティッシュコロンビア州コモックスバレー地域の都市。コモックスバレー地域の行政府がおかれている。

## 歴史

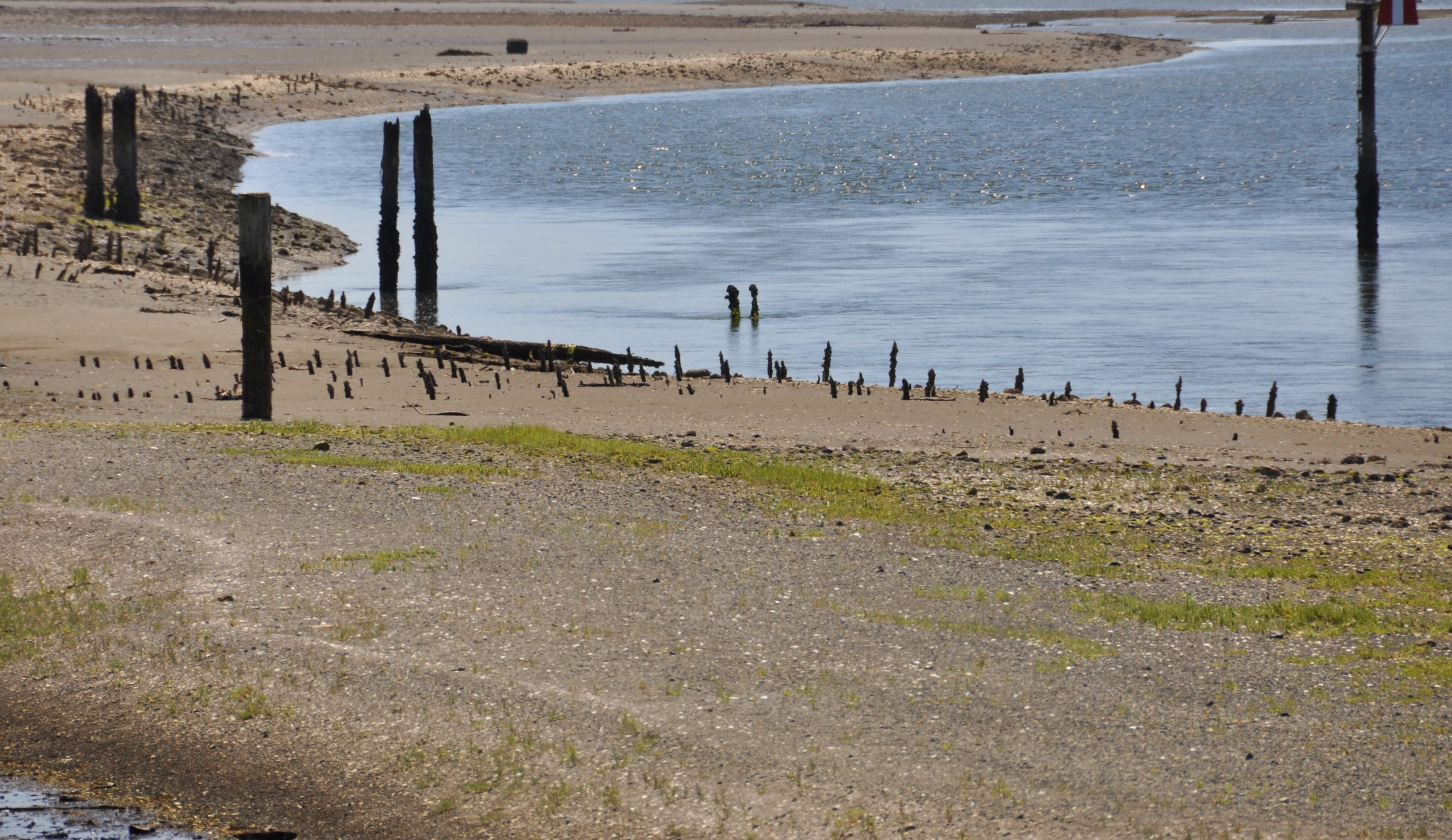
コースト・セイッリッシュ族のやなによる漁業のあと

コートニー川東岸には少なくとも4000年前以前よりコースト・セイリッシュ族の漁村が存在していた。欧州人の入植時には、セイリッシュ語族のコモックス語を話すペントラッチ・ネーションがこの地を統治していた（コモックス語の最後の話者は1995年に死亡）。やなによる漁業で一時は数千人の人口を擁していたと研究されている。
19世紀後半の欧州系入植時に、共闘するペントラッチ及びコモックスは南へ移動しコートニー川岸に居住し共通の的である欧州系に対抗していたが、1862年の天然痘禍によって先住民の人口は3割にまで減少したと見積もられている。入植の結果、ペントラッチ及びコモックスは2つの居留地に移住させられることになった。

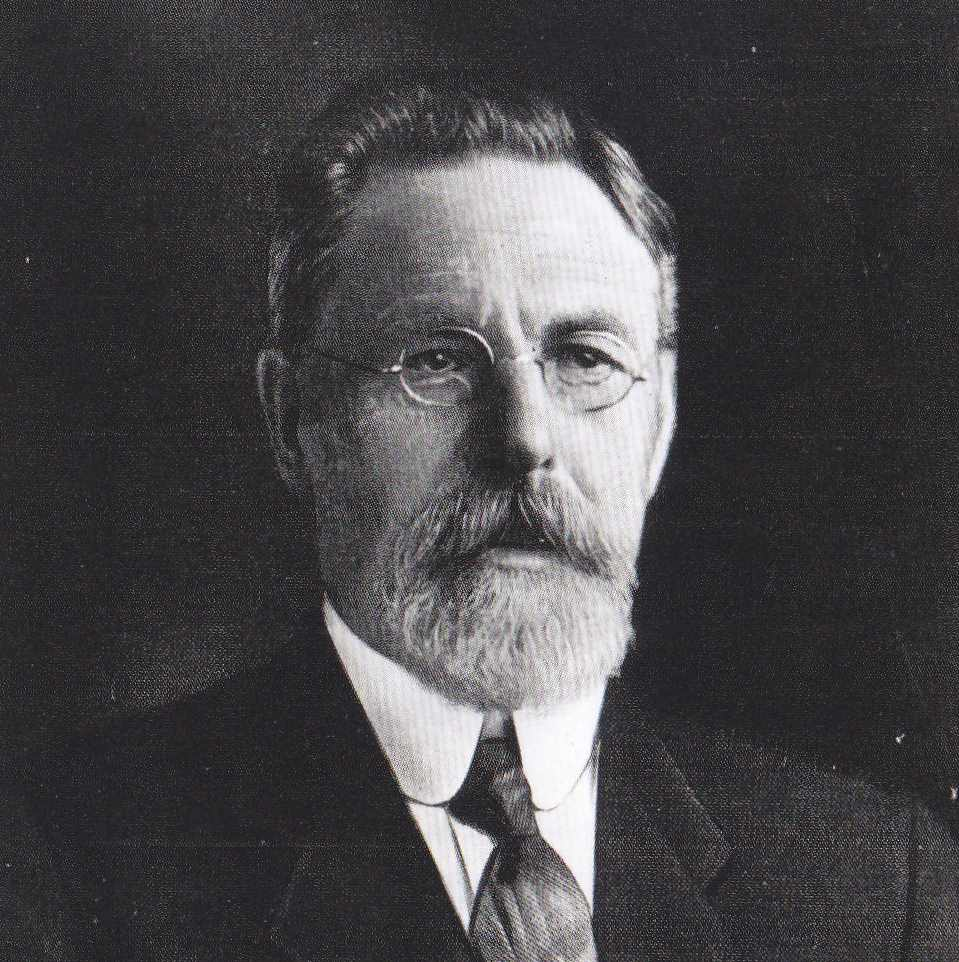
ジョセフ・マクフィー

1888年、ロバート・ダンズミュア（Robert Dunsmuir）は近くのユニオン（後にカンバーランドと改名）に鉱山を設立し、入植者や中国人、日本人移民の流入をもたらした。ジョセフ・マクフィー（Joseph McPhee）とピドコックは、鉱山に近い川の西岸に町ができる経済的な可能性を感じ、測量技師のジョージ・ドラブル（George Drabble）を雇い、土地を測量して町の区画に細分化し、すぐに実業家や住宅所有者に売却した。川の西側の乾燥した地区は、一時期「ニュー・コートニー」と呼ばれすぐに発展した。店舗やビジネスの多くは、マクフィー橋から登ったユニオン・ストリート（現在の5番街）と呼ばれていた場所に集中していた。

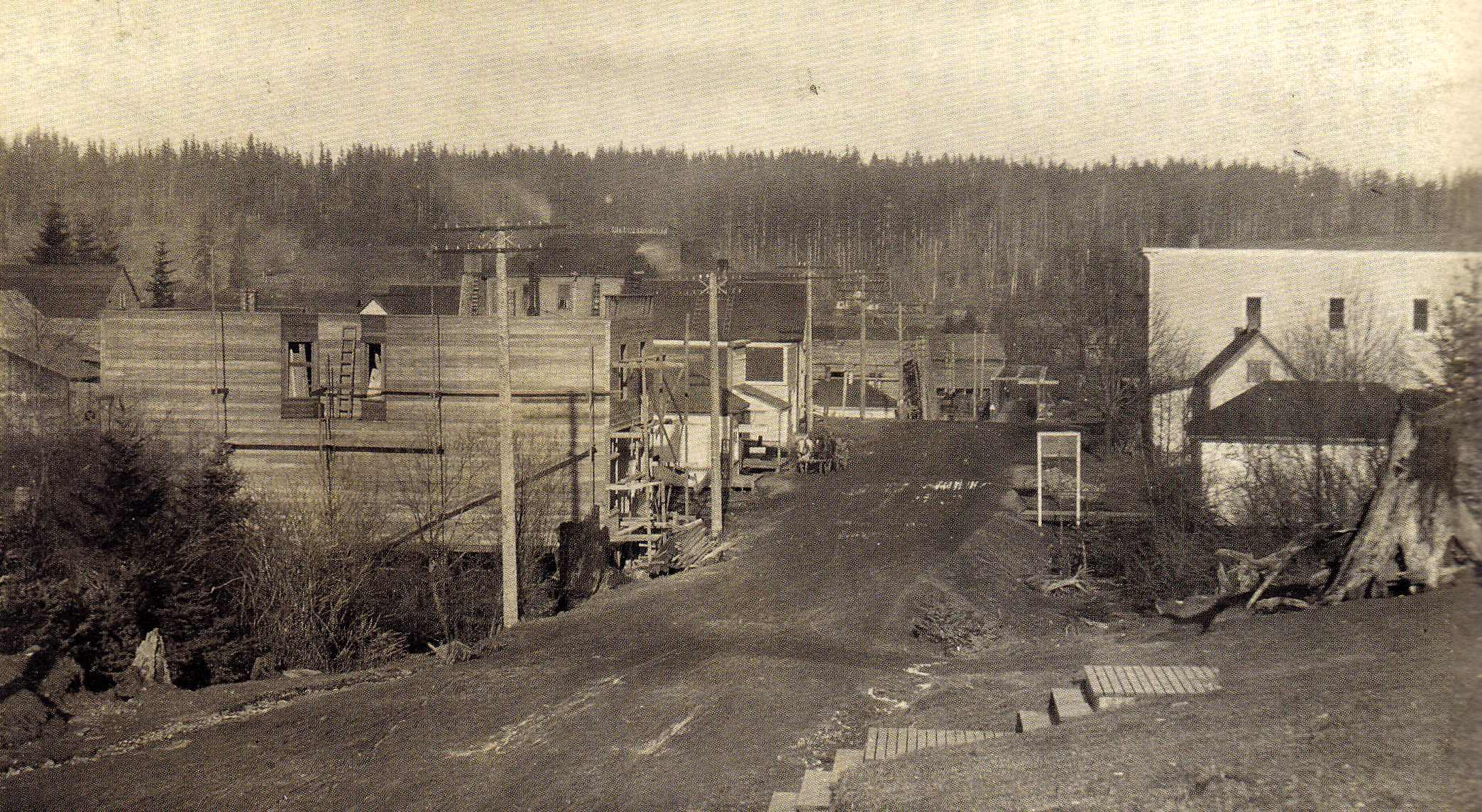
1900年ごろの5番街、東を橋方面に見下ろす

1901年にはコモックス協同クリーム製造組合が開業し、肥沃な渓谷での酪農の発展を促した。当時、コートニーには島の他の地域とつながる道路がなく、ニュースや郵便はパケット汽船で送られていた。しかし1905年にマクフィーは電話業務を始め、また1910年にようやくナナイモとビクトリアへの連絡道路が建設され、1914年にはE&N鉄道が到着し、パケット汽船の時代に終止符を打った。
1914年にコートニーに施設の電力会社によって電気が通じたが、マクフィーなどの市民は電力は公共企業によって提供されるべきと考えていた。1915年に はその運動の前提として、コートニーを地方自治体として成立させた。1916年に市は電力会社の買収を決めた。
1923年に50年前に建設された木製のマクフィー橋が鉄橋に改築され、1914年の600人から1951年には2500人に増加していた 。マクフィー橋は1960年にさらに現在の橋に改築された。

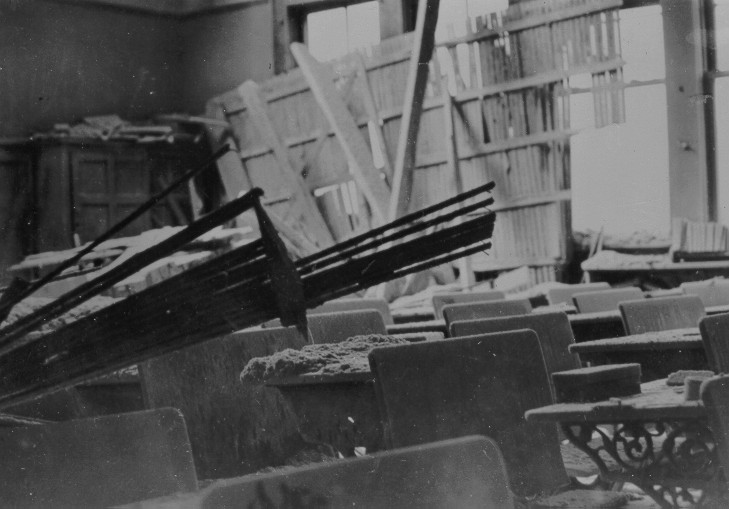
1946年震災の被害（コートニー小学校）

1946年6月14日に、マグニチュード7.3のバンクーバー島地震が発生、その震源地はコートニーの北西すぐのフォービドゥン・プラトーであった。町の多くの煙突は倒壊したが、最も被害の大きかったのは郵便局とコートニー小学校であった。

## 文化
毎年7月にはアイランド・ミュージックフェス（Island Music Fest）が開催される。またコートニーにはコモックス渓谷ユース音楽センター（Comox Valley Youth Music Centre）があり、夏期の短期音楽教育プログラムが行われている。